# Karpiejki
Karpiejki (biał. Карпекі, Karpieki; ros. Карпеки, Karpieki) – wieś na Białorusi, w obwodzie grodzieńskim, w rejonie lidzkim, w sielsowiecie Chodorowce.
Współcześnie wieś obejmuje także dawny folwark Chocianowce.

## Historia
W XIX i w początkach XX w. położone były w Rosji, w guberni wileńskiej, w powiecie lidzkim. Karpiejki wówczas nazywane były także Wyczewszczyzna.
W dwudziestoleciu międzywojennym leżały w Polsce, w województwie nowogródzkim, w powiecie szczuczyńskim (od 29 maja 1929, wcześniej w powiecie lidzkim), w gminie Żołudek. W 1921 wieś Karpiejki liczyła 137 mieszkańców, zamieszkałych w 26 budynkach, w tym 125 Białorusinów i 12 Polaków. 136 mieszkańców było wyznania prawosławnego i 1 rzymskokatolickiego. Folwark Chocianowce liczył 37 mieszkańców, zamieszkałych w 4 budynkach, w tym 34 Białorusinów i 3 Polaków. 34 mieszkańców było wyznania prawosławnego i 3 rzymskokatolickiego.
Po II wojnie światowej w granicach Związku Sowieckiego. Od 1991 w niepodległej Białorusi.